# Takuji Hayata
Takuji Hayata (Tanabe, Japón, 10 de octubre de 1940) fue un gimnasta artístico japonés, especialista en el ejercicio de anillas con el que consiguió ser campeón olímpico en 1964.

## Carrera deportiva
En los JJ. OO. celebrados en Tokio en 1964 consigue oro en anillas —por delante del italiano Franco Menichelli y el soviético Boris Shakhlin (bronce) y en equipo, por delante de la Unión Soviética y el Equipo Unificado Alemán, siendo sus compañeros de equipo: Yukio Endo, Takashi Mitsukuri, Takashi Ono, Shuji Tsurumi y Haruhiro Yamashita.
En el Mundial de Liubliana 1970 gana oro en equipo, y bronce en barra horizontal, tras sus compatriotas Eizo Kenmotsu y Akinori Nakayama y empatado con el alemán Klaus Koste.